# Paratropidoderus
Paratropidoderus is een geslacht van Phasmatodea uit de familie Phasmatidae. De wetenschappelijke naam van dit geslacht is voor het eerst geldig gepubliceerd in 2007 door Brock & Hasenpusch.

## Soorten
Het geslacht Paratropidoderus is monotypisch en omvat slechts de volgende soort:
- Paratropidoderus spinosus Brock & Hasenpusch, 2007